# دهستان تکاب (کوهسرخ)
دهستان تکاب دهستانی از توابع بخش بررود شهرستان کوهسرخ در استان خراسان رضوی ایران است و براساس سرشماری سال ۱۳۹۵ جمعیت آن ۴٬۳۸۴ نفر (۱٬۳۳۸ خانوار) بوده‌است.

## روستاها
- اوندر
- پشت پنجه
- توندر
- داغی
- ده‌میان
- خضرآباد
- خضربیگ
- سنجدک
- قصون